# Тугалхуу Баасансурен
Тугалхуу Баасансурен (Tugalhuu Baasansuren) — монгольський журналіст, письменник та дипломат. Доктор журналістики. Професор.  Заслужений діяч культури Монголії. Надзвичайний і Повноважний Посол Монголії в Україні за сумісництвом.

## Життєпис
Закінчив Московський державний університет, згодом Академію суспільних наук.
У 2003—2008 рр. — Надзвичайний і Повноважний Посол Монголії в Республіці Польща.
У 2003—2008 рр. — Надзвичайний і Повноважний Посол Монголії в Україні.
22 квітня 2003 року — вручив вірчі грамоти Президенту Латвійської Республіки.
З 2008 року — генеральний директор Монгольського національного інформаційного агентства (МОНТСАМЕ).
завідувач кафедри журналістики університету Улаанбаатар Ердем.

## Автор наукових праць
- Сучасний стан монгольської преси і перспективи її розвитку / Тугалхуу Баасансурен 2014.
- Література і журналістика: Тенденції взаємозв'язку і взаємодії (на прикладі «Таємна історія монголів»)
- «Таємна історія монголів» – письмовий пам'ятник публіцистики / Т. Баасансурен. - Улан-Батор, 2014.
- Становлення вільної демократичної преси в Монголії / Т. Баасансурен. - Улан-Батор 2009, 2010. - Т. I, II, III, IV, V.
- Незаймана природа Монголії Чингиса / Т. Баасансурен, О. Амархуу, А. Батсуурь. - Улан-Батор, 1995.